# Irritabilité

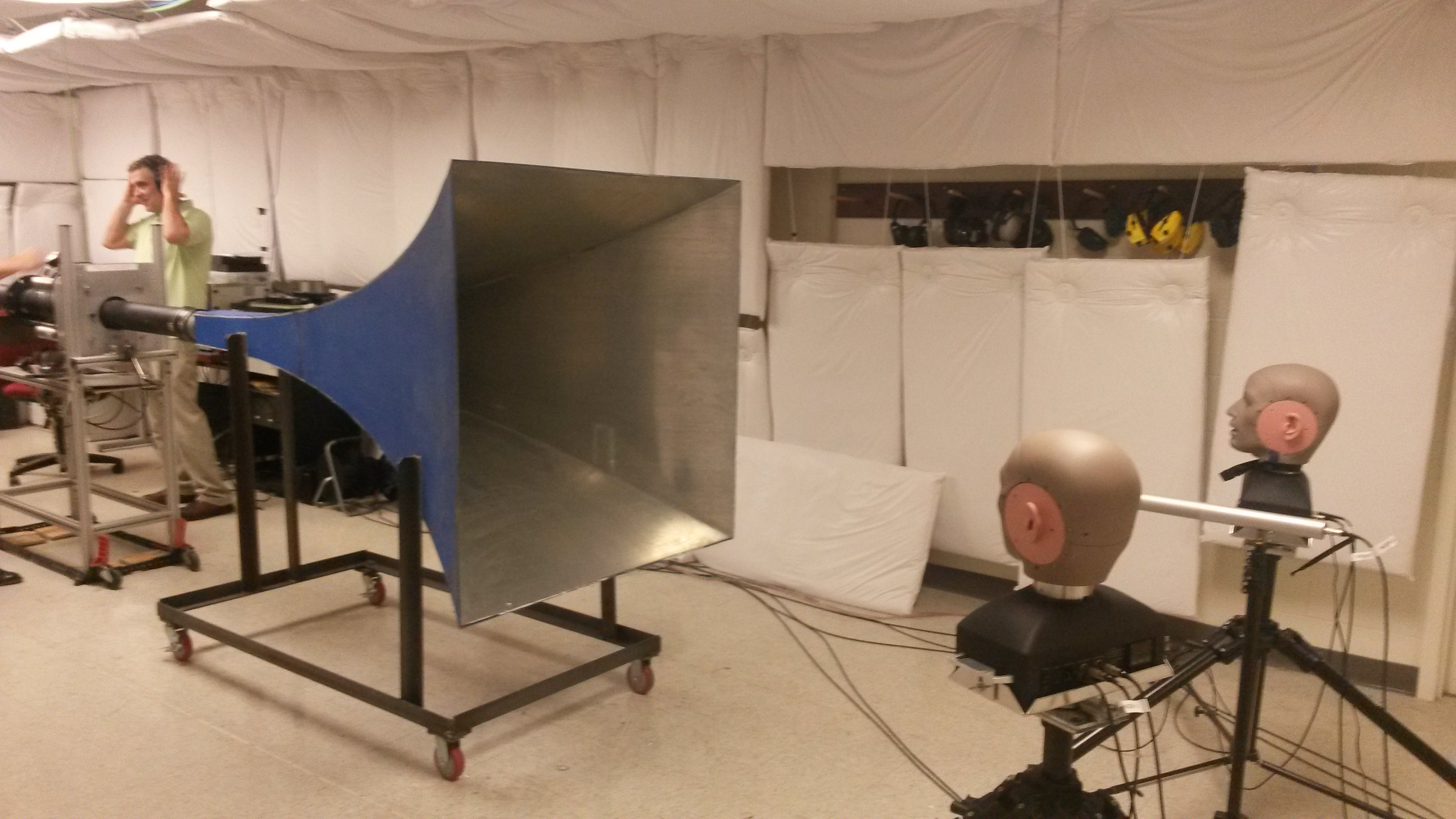
NIOSH Impulse Noise Laboratory montrant des appareils à tube de choc et à tête artificielle utilisés pour tester les protecteurs auditifs

L'irritabilité est une propriété des tissus et des organes vivants de réagir à une excitation interne ou, le plus souvent, externe, de manière physiologique ou pathologique. Plus spécifiquement, en psychologie, c'est un trait de caractère désignant une propension aux réactions colériques.